# Dorfkirche Trusetal

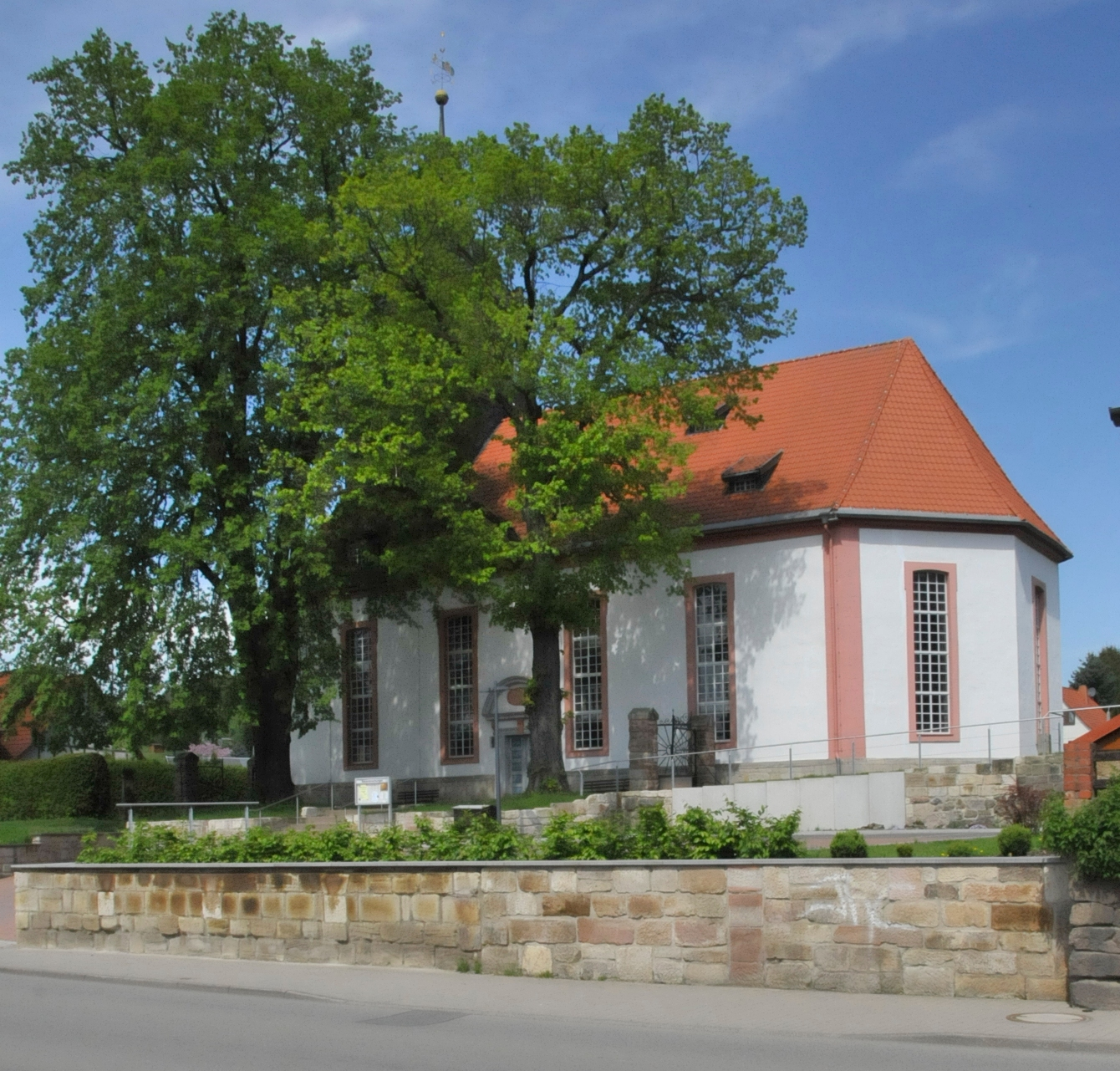
Die Kirche

Die evangelische Dorfkirche Trusetal steht im Stadtteil Trusetal der Stadt Brotterode-Trusetal im Landkreis Schmalkalden-Meiningen in Thüringen. Sie liegt erhaben im gebirgigen Umland. Die dazugehörige Kirchengemeinde ist Teil des Kirchenkreises Schmalkalden der Evangelischen Kirche von Kurhessen-Waldeck.

## Geschichte
Die genaue Entstehungszeit des spätbarocken Gotteshauses mit schiefergedecktem Kirchturm ist unbekannt.
Im Kirchenschiff wurde ein feierlicher Saal mit Rokokoausmalung geschaffen. Der Altar und die Kanzel stehen östlich und fangen das Licht der Sonne ein. Das Licht fällt durch die Bleiverglasung ein.